# Élections municipales de 2025 dans Papineau
Pour un article plus général, voir Élections municipales de 2025 en Outaouais.
Cet article concerne les élections municipales de 2025 en Outaouais dans la municipalité régionale de comté dans Papineau.

## Boileau
| Taux de participation :                | Taux de participation : | Taux de participation : | Taux de participation : | Taux de participation : | % |
| Nombre de votes valides :              |                         |                         |                         |                         |   |
| Nombre de votes rejetées à la mairie : |                         |                         |                         |                         |   |
| Nombre d'électeurs inscrits :          |                         |                         |                         |                         |   |

| Partis | Partis | Candidats pour la mairie | Vote | % |
| ------ | ------ | ------------------------ | ---- | - |
|        |        |                          |      |   |
|        |        |                          |      |   |

| Partis | Partis | Candidats conseiller #1 | Vote | % |
| ------ | ------ | ----------------------- | ---- | - |
|        |        |                         |      |   |

| Partis | Partis | Candidats conseiller #2 | Vote | % |
| ------ | ------ | ----------------------- | ---- | - |
|        |        |                         |      |   |
|        |        |                         |      |   |

| Partis | Partis | Candidats conseiller #3 | Vote | % |
| ------ | ------ | ----------------------- | ---- | - |
|        |        |                         |      |   |

| Partis | Partis | Candidats conseiller #4 | Vote | % |
| ------ | ------ | ----------------------- | ---- | - |
|        |        |                         |      |   |
|        |        |                         |      |   |

| Partis | Partis | Candidats conseiller #5 | Vote | % |
| ------ | ------ | ----------------------- | ---- | - |
|        |        |                         |      |   |
|        |        |                         |      |   |

| Partis | Partis | Candidats conseiller #6 | Vote | % |
| ------ | ------ | ----------------------- | ---- | - |
|        |        |                         |      |   |
|        |        |                         |      |   |

| Candidats conseiller #1 | Vote | % |
| ----------------------- | ---- | - |
|                         |      |   |

## Bowman
| Candidats pour la mairie | Vote | % |
| ------------------------ | ---- | - |
|                          |      |   |

| Candidats conseiller #1 | Vote | % |
| ----------------------- | ---- | - |
|                         |      |   |
|                         |      |   |

| Candidats conseiller #2 | Vote | % |
| ----------------------- | ---- | - |
|                         |      |   |

| Candidats conseiller #3 | Vote | % |
| ----------------------- | ---- | - |
|                         |      |   |
|                         |      |   |

| Candidats conseiller #4 | Vote | % |
| ----------------------- | ---- | - |
|                         |      |   |

| Candidats conseiller #5 | Vote | % |
| ----------------------- | ---- | - |
|                         |      |   |

| Candidats conseiller #6 | Vote | % |
| ----------------------- | ---- | - |
|                         |      |   |

## Chénéville
| Taux de participation :                | Taux de participation : | Taux de participation : | Taux de participation : | Taux de participation : | % |
| Nombre de votes valides :              |                         |                         |                         |                         |   |
| Nombre de votes rejetées à la mairie : |                         |                         |                         |                         |   |
| Nombre d'électeurs inscrits :          |                         |                         |                         |                         |   |

| Partis | Partis | Candidats pour la mairie | Vote | % |
| ------ | ------ | ------------------------ | ---- | - |
|        |        |                          |      |   |
|        |        |                          |      |   |
|        |        |                          |      |   |
|        |        |                          |      |   |

| Partis | Partis | Candidats conseiller #1 | Vote | % |
| ------ | ------ | ----------------------- | ---- | - |
|        |        |                         |      |   |
|        |        |                         |      |   |
|        |        |                         |      |   |

| Partis | Partis | Candidats conseiller #2 | Vote | % |
| ------ | ------ | ----------------------- | ---- | - |
|        |        |                         |      |   |
|        |        |                         |      |   |

| Partis | Partis | Candidats conseiller #3 | Vote | % |
| ------ | ------ | ----------------------- | ---- | - |
|        |        |                         |      |   |
|        |        |                         |      |   |

| Partis | Partis | Candidats conseiller #4 | Vote | % |
| ------ | ------ | ----------------------- | ---- | - |
|        |        |                         |      |   |
|        |        |                         |      |   |
|        |        |                         |      |   |

| Partis | Partis | Candidats conseiller #5 | Vote | % |
| ------ | ------ | ----------------------- | ---- | - |
|        |        |                         |      |   |
|        |        |                         |      |   |

| Partis | Partis | Candidats conseiller #6 | Vote | % |
| ------ | ------ | ----------------------- | ---- | - |
|        |        |                         |      |   |
|        |        |                         |      |   |

| Candidats conseiller #1 | Vote | % |
| ----------------------- | ---- | - |
|                         |      |   |
|                         |      |   |
| Bulletins rejetés       |      |   |
| Taux de participation   |      |   |

## Duhamel
| Candidats pour la mairie | Vote | % |
| ------------------------ | ---- | - |
|                          |      |   |

| Candidats conseiller #1 | Vote | % |
| ----------------------- | ---- | - |
|                         |      |   |

| Candidats conseiller #2 | Vote | % |
| ----------------------- | ---- | - |
|                         |      |   |

| Candidats conseiller #3 | Vote | % |
| ----------------------- | ---- | - |
|                         |      |   |

| Candidats conseiller #4 | Vote | % |
| ----------------------- | ---- | - |
|                         |      |   |

| Candidats conseiller #5 | Vote | % |
| ----------------------- | ---- | - |
|                         |      |   |

| Candidats conseiller #6 | Vote | % |
| ----------------------- | ---- | - |
|                         |      |   |

## Fassett
| Candidats pour la mairie | Vote | % |
| ------------------------ | ---- | - |
|                          |      |   |

| Candidats conseiller #1 | Vote | % |
| ----------------------- | ---- | - |
|                         |      |   |

| Candidats conseiller #2 | Vote | % |
| ----------------------- | ---- | - |
|                         |      |   |
|                         |      |   |

| Candidats conseiller #3 | Vote | % |
| ----------------------- | ---- | - |
|                         |      |   |

| Candidats conseiller #4 | Vote | % |
| ----------------------- | ---- | - |
|                         |      |   |

| Candidats conseiller #5 | Vote | % |
| ----------------------- | ---- | - |
|                         |      |   |
|                         |      |   |

| Candidats conseiller #6 | Vote | % |
| ----------------------- | ---- | - |
|                         |      |   |

## Lac-des-Plages
| Taux de participation :                | Taux de participation : | Taux de participation : | Taux de participation : | Taux de participation : | % |
| Nombre de votes valides :              |                         |                         |                         |                         |   |
| Nombre de votes rejetées à la mairie : |                         |                         |                         |                         |   |
| Nombre d'électeurs inscrits :          |                         |                         |                         |                         |   |

| Candidats pour la mairie | Vote | % |
| ------------------------ | ---- | - |
|                          |      |   |
|                          |      |   |

| Candidats conseiller #1 | Vote | % |
| ----------------------- | ---- | - |
|                         |      |   |
|                         |      |   |

| Candidats conseiller #2 | Vote | % |
| ----------------------- | ---- | - |
|                         |      |   |
|                         |      |   |

| Candidats conseiller #3 | Vote | % |
| ----------------------- | ---- | - |
|                         |      |   |
|                         |      |   |

| Candidats conseiller #4 | Vote | % |
| ----------------------- | ---- | - |
|                         |      |   |

| Candidats conseiller #5 | Vote | % |
| ----------------------- | ---- | - |
|                         |      |   |
|                         |      |   |

| Candidats conseiller #6 | Vote | % |
| ----------------------- | ---- | - |
|                         |      |   |
|                         |      |   |

| Candidats conseiller #5 | Vote | % |
| ----------------------- | ---- | - |
|                         |      |   |

| Candidats conseiller #3 | Vote | % |
| ----------------------- | ---- | - |
|                         |      |   |

| Candidats conseiller #2 | Vote | % |
| ----------------------- | ---- | - |
|                         |      |   |

| Candidats conseiller #4 | Vote | % |
| ----------------------- | ---- | - |
|                         |      |   |

| Candidats conseiller #6 | Vote | % |
| ----------------------- | ---- | - |
|                         |      |   |

## Lochaber
| Candidats pour la mairie | Vote | % |
| ------------------------ | ---- | - |
|                          |      |   |

| Candidats conseiller #1 | Vote | % |
| ----------------------- | ---- | - |
|                         |      |   |

| Candidats conseiller #2 | Vote | % |
| ----------------------- | ---- | - |
|                         |      |   |

| Candidats conseiller #3 | Vote | % |
| ----------------------- | ---- | - |
|                         |      |   |

| Candidats conseiller #4 | Vote | % |
| ----------------------- | ---- | - |
|                         |      |   |

| Candidats conseiller #5 | Vote            | %               |
| ----------------------- | --------------- | --------------- |
| Pierre-Paul Legault     | Sans opposition | Sans opposition |

| Candidats conseiller #6 | Vote | % |
| ----------------------- | ---- | - |
|                         |      |   |

## Lochaber-Partie-Ouest
| Candidats pour la mairie | Vote | % |
| ------------------------ | ---- | - |
|                          |      |   |

| Candidats conseiller #1 | Vote | % |
| ----------------------- | ---- | - |
|                         |      |   |

| Candidats conseiller #2 | Vote | % |
| ----------------------- | ---- | - |
|                         |      |   |

| Candidats conseiller #3 | Vote | % |
| ----------------------- | ---- | - |
|                         |      |   |

| Candidats conseiller #4 | Vote | % |
| ----------------------- | ---- | - |
|                         |      |   |

| Candidats conseiller #5 | Vote | % |
| ----------------------- | ---- | - |
|                         |      |   |

| Candidats conseiller #6 | Vote | % |
| ----------------------- | ---- | - |
|                         |      |   |

## Mayo
| Taux de participation :                | Taux de participation : | Taux de participation : | Taux de participation : | Taux de participation : | % |
| Nombre de votes valides :              |                         |                         |                         |                         |   |
| Nombre de votes rejetées à la mairie : |                         |                         |                         |                         |   |
| Nombre d'électeurs inscrits :          |                         |                         |                         |                         |   |

| Candidats pour la mairie | Vote | % |
| ------------------------ | ---- | - |
|                          |      |   |
|                          |      |   |

| Candidats conseiller #1 | Vote | % |
| ----------------------- | ---- | - |
|                         |      |   |

| Candidats conseiller #2 | Vote | % |
| ----------------------- | ---- | - |
|                         |      |   |

| Candidats conseiller #3 | Vote | % |
| ----------------------- | ---- | - |
|                         |      |   |

| Candidats conseiller #4 | Vote | % |
| ----------------------- | ---- | - |
|                         |      |   |

| Candidats conseiller #5 | Vote | % |
| ----------------------- | ---- | - |
|                         |      |   |

| Candidats conseiller #6 | Vote | % |
| ----------------------- | ---- | - |
|                         |      |   |

## Montebello
| Taux de participation :                | Taux de participation : | Taux de participation : | Taux de participation : | Taux de participation : | % |
| Nombre de votes valides :              |                         |                         |                         |                         |   |
| Nombre de votes rejetées à la mairie : |                         |                         |                         |                         |   |
| Nombre d'électeurs inscrits :          |                         |                         |                         |                         |   |

| Candidats pour la mairie | Vote | % |
| ------------------------ | ---- | - |
|                          |      |   |
|                          |      |   |
|                          |      |   |

| Candidats conseiller #1 | Vote | % |
| ----------------------- | ---- | - |
|                         |      |   |

| Candidats conseiller #2 | Vote | % |
| ----------------------- | ---- | - |
|                         |      |   |
|                         |      |   |

| Candidats conseiller #3 | Vote | % |
| ----------------------- | ---- | - |
|                         |      |   |
|                         |      |   |

| Candidats conseiller #4 | Vote | % |
| ----------------------- | ---- | - |
|                         |      |   |

| Candidats conseiller #5 | Vote | % |
| ----------------------- | ---- | - |
|                         |      |   |

| Candidats conseiller #6 | Vote | % |
| ----------------------- | ---- | - |
|                         |      |   |
|                         |      |   |
|                         |      |   |

## Montpellier
| Taux de participation :                | Taux de participation : | Taux de participation : | Taux de participation : | Taux de participation : | % |
| Nombre de votes valides :              |                         |                         |                         |                         |   |
| Nombre de votes rejetées à la mairie : |                         |                         |                         |                         |   |
| Nombre d'électeurs inscrits :          |                         |                         |                         |                         |   |

| Candidats pour la mairie | Vote | % |
| ------------------------ | ---- | - |
|                          |      |   |
|                          |      |   |

| Candidats conseiller #1 | Vote | % |
| ----------------------- | ---- | - |
|                         |      |   |
|                         |      |   |

| Candidats conseiller #2 | Vote | % |
| ----------------------- | ---- | - |
|                         |      |   |
|                         |      |   |
|                         |      |   |

| Candidats conseiller #3 | Vote | % |
| ----------------------- | ---- | - |
|                         |      |   |
|                         |      |   |

| Candidats conseiller #4 | Vote | % |
| ----------------------- | ---- | - |
|                         |      |   |
|                         |      |   |

| Candidats conseiller #5 | Vote | % |
| ----------------------- | ---- | - |
|                         |      |   |
|                         |      |   |

| Candidats conseiller #6 | Vote | % |
| ----------------------- | ---- | - |
|                         |      |   |
|                         |      |   |

| Candidats district 1 | Vote | % |
| -------------------- | ---- | - |
|                      |      |   |

| Candidats conseiller #6 | Vote | % |
| ----------------------- | ---- | - |
|                         |      |   |
|                         |      |   |
|                         |      |   |

## Mulgrave-et-Derry
| Candidats pour la mairie | Vote | % |
| ------------------------ | ---- | - |
|                          |      |   |

| Candidats conseiller #1 | Vote | % |
| ----------------------- | ---- | - |
|                         |      |   |

| Candidats conseiller #2 | Vote | % |
| ----------------------- | ---- | - |
|                         |      |   |

| Candidats conseiller #3 | Vote | % |
| ----------------------- | ---- | - |
|                         |      |   |

| Candidats conseiller #4 | Vote | % |
| ----------------------- | ---- | - |
|                         |      |   |

| Candidats conseiller #5 | Vote | % |
| ----------------------- | ---- | - |
|                         |      |   |
|                         |      |   |

| Candidats conseiller #6 | Vote | % |
| ----------------------- | ---- | - |
|                         |      |   |

## Namur
| Candidats pour la mairie | Vote | % |
| ------------------------ | ---- | - |
|                          |      |   |

| Candidats conseiller #1   | Vote            | %               |
| ------------------------- | --------------- | --------------- |
| Martin Meilleur (Sortant) | Sans opposition | Sans opposition |

| Candidats conseiller #2 | Vote | % |
| ----------------------- | ---- | - |
|                         |      |   |

| Candidats conseiller #3 | Vote | % |
| ----------------------- | ---- | - |
|                         |      |   |

| Candidats conseiller #4 | Vote | % |
| ----------------------- | ---- | - |
|                         |      |   |

| Candidats conseiller #5 | Vote | % |
| ----------------------- | ---- | - |
|                         |      |   |
|                         |      |   |
|                         |      |   |

| Candidats conseiller #6 | Vote | % |
| ----------------------- | ---- | - |
|                         |      |   |

## Notre-Dame-de-Bonsecours
| Candidats pour la mairie | Vote | % |
| ------------------------ | ---- | - |
|                          |      |   |

| Candidats conseiller #1 | Vote | % |
| ----------------------- | ---- | - |
|                         |      |   |

| Candidats conseiller #2 | Vote | % |
| ----------------------- | ---- | - |
|                         |      |   |

| Candidats conseiller #3 | Vote | % |
| ----------------------- | ---- | - |
|                         |      |   |

| Candidats conseiller #4 | Vote | % |
| ----------------------- | ---- | - |
|                         |      |   |

| Candidats conseiller #5 | Vote | % |
| ----------------------- | ---- | - |
|                         |      |   |

| Candidats conseiller #6 | Vote | % |
| ----------------------- | ---- | - |
|                         |      |   |

| Candidats conseiller #1 | Vote | % |
| ----------------------- | ---- | - |
|                         |      |   |

## Notre-Dame-de-la-Paix
| Taux de participation :                | Taux de participation : | Taux de participation : | Taux de participation : | Taux de participation : | % |
| Nombre de votes valides :              |                         |                         |                         |                         |   |
| Nombre de votes rejetées à la mairie : |                         |                         |                         |                         |   |
| Nombre d'électeurs inscrits :          |                         |                         |                         |                         |   |

| Partis | Partis | Candidats pour la mairie | Vote | % |
| ------ | ------ | ------------------------ | ---- | - |
|        |        |                          |      |   |
|        |        |                          |      |   |

| Partis | Partis | Candidats conseiller #1 | Vote | % |
| ------ | ------ | ----------------------- | ---- | - |
|        |        |                         |      |   |
|        |        |                         |      |   |

| Partis | Partis | Candidats conseiller #2 | Vote | % |
| ------ | ------ | ----------------------- | ---- | - |
|        |        |                         |      |   |
|        |        |                         |      |   |

| Partis | Partis | Candidats conseiller #3 | Vote | % |
| ------ | ------ | ----------------------- | ---- | - |
|        |        |                         |      |   |
|        |        |                         |      |   |

| Partis | Partis | Candidats conseiller #4 | Vote | % |
| ------ | ------ | ----------------------- | ---- | - |
|        |        |                         |      |   |
|        |        |                         |      |   |

| Partis | Partis | Candidats conseiller #5 | Vote | % |
| ------ | ------ | ----------------------- | ---- | - |
|        |        |                         |      |   |
|        |        |                         |      |   |

| Partis | Partis | Candidats conseiller #6 | Vote | % |
| ------ | ------ | ----------------------- | ---- | - |
|        |        |                         |      |   |

## Notre-Dame-de-la-Salette
| Candidats pour la mairie | Vote | % |
| ------------------------ | ---- | - |
|                          |      |   |

| Candidats conseiller #1 | Vote | % |
| ----------------------- | ---- | - |
|                         |      |   |

| Candidats conseiller #2 | Vote | % |
| ----------------------- | ---- | - |
|                         |      |   |

| Candidats conseiller #3 | Vote | % |
| ----------------------- | ---- | - |
|                         |      |   |

| Candidats conseiller #4 | Vote | % |
| ----------------------- | ---- | - |
|                         |      |   |

| Candidats conseiller #5 | Vote | % |
| ----------------------- | ---- | - |
|                         |      |   |
|                         |      |   |

| Candidats conseiller #6 | Vote | % |
| ----------------------- | ---- | - |
|                         |      |   |

| Candidats conseiller #3 | Vote | % |
| ----------------------- | ---- | - |
|                         |      |   |
|                         |      |   |
| Bulletins rejetés       |      |   |
| Taux de participation   |      |   |

## Papineauville
| Taux de participation :                | Taux de participation : | Taux de participation : | Taux de participation : | Taux de participation : | % |
| Nombre de votes valides :              |                         |                         |                         |                         |   |
| Nombre de votes rejetées à la mairie : |                         |                         |                         |                         |   |
| Nombre d'électeurs inscrits :          |                         |                         |                         |                         |   |

| Candidats pour la mairie | Vote | % |
| ------------------------ | ---- | - |
|                          |      |   |
|                          |      |   |

| Candidats conseiller #1 | Vote | % |
| ----------------------- | ---- | - |
|                         |      |   |

| Candidats conseiller #2 | Vote | % |
| ----------------------- | ---- | - |
|                         |      |   |
|                         |      |   |

| Candidats conseiller #3 | Vote | % |
| ----------------------- | ---- | - |
|                         |      |   |

| Candidats conseiller #4 | Vote | % |
| ----------------------- | ---- | - |
|                         |      |   |
|                         |      |   |

| Candidats conseiller #5 | Vote | % |
| ----------------------- | ---- | - |
|                         |      |   |
|                         |      |   |
|                         |      |   |

| Candidats conseiller #6 | Vote | % |
| ----------------------- | ---- | - |
|                         |      |   |
|                         |      |   |

| Candidats conseiller #2 | Vote | % |
| ----------------------- | ---- | - |
|                         |      |   |
|                         |      |   |
|                         |      |   |

## Plaisance
| Taux de participation :                | Taux de participation : | Taux de participation : | Taux de participation : | Taux de participation : | % |
| Nombre de votes valides :              |                         |                         |                         |                         |   |
| Nombre de votes rejetées à la mairie : |                         |                         |                         |                         |   |
| Nombre d'électeurs inscrits :          |                         |                         |                         |                         |   |

| Candidats pour la mairie | Vote | % |
| ------------------------ | ---- | - |
|                          |      |   |
|                          |      |   |

| Candidats conseiller #1 | Vote | % |
| ----------------------- | ---- | - |
|                         |      |   |

| Candidats conseiller #2 | Vote | % |
| ----------------------- | ---- | - |
|                         |      |   |
|                         |      |   |

| Candidats conseiller #3 | Vote | % |
| ----------------------- | ---- | - |
|                         |      |   |

| Candidats conseiller #4 | Vote | % |
| ----------------------- | ---- | - |
|                         |      |   |
|                         |      |   |

| Candidats conseiller #5 | Vote | % |
| ----------------------- | ---- | - |
|                         |      |   |

| Candidats conseiller #6 | Vote | % |
| ----------------------- | ---- | - |
|                         |      |   |
|                         |      |   |

| Candidats pour la mairie | Vote | % |
| ------------------------ | ---- | - |
|                          |      |   |

## Ripon
| Candidats pour la mairie | Vote | % |
| ------------------------ | ---- | - |
|                          |      |   |

| Candidats conseiller #1 | Vote | % |
| ----------------------- | ---- | - |
|                         |      |   |

| Candidats conseiller #2 | Vote | % |
| ----------------------- | ---- | - |
|                         |      |   |

| Candidats conseiller #3 | Vote | % |
| ----------------------- | ---- | - |
|                         |      |   |
|                         |      |   |

| Candidats conseiller #4 | Vote | % |
| ----------------------- | ---- | - |
|                         |      |   |
|                         |      |   |

| Candidats conseiller #5 | Vote | % |
| ----------------------- | ---- | - |
|                         |      |   |
|                         |      |   |

| Candidats conseiller #6 | Vote | % |
| ----------------------- | ---- | - |
|                         |      |   |

| Candidats conseiller #4 | Vote | % |
| ----------------------- | ---- | - |
|                         |      |   |

| Candidats pour la mairie | Vote | % |
| ------------------------ | ---- | - |
|                          |      |   |
|                          |      |   |
| Bulletins rejetés        |      |   |
| Taux de participation    |      |   |

| Candidats conseiller #5 | Vote | % |
| ----------------------- | ---- | - |
|                         |      |   |
|                         |      |   |
|                         |      |   |
| Bulletins rejetés       |      |   |
| Taux de participation   |      |   |

| Candidats conseiller #2 | Vote | % |
| ----------------------- | ---- | - |
|                         |      |   |

## Saint-André-Avellin
| Taux de participation :                | Taux de participation : | Taux de participation : | Taux de participation : | Taux de participation : | % |
| Nombre de votes valides :              |                         |                         |                         |                         |   |
| Nombre de votes rejetées à la mairie : |                         |                         |                         |                         |   |
| Nombre d'électeurs inscrits :          |                         |                         |                         |                         |   |

| Candidats pour la mairie | Vote | % |
| ------------------------ | ---- | - |
|                          |      |   |
|                          |      |   |

| Candidats conseiller #1 | Vote | % |
| ----------------------- | ---- | - |
|                         |      |   |
|                         |      |   |

| Candidats conseiller #2 | Vote | % |
| ----------------------- | ---- | - |
|                         |      |   |

| Candidats conseiller #3 | Vote | % |
| ----------------------- | ---- | - |
|                         |      |   |

| Candidats conseiller #4 | Vote | % |
| ----------------------- | ---- | - |
|                         |      |   |

| Candidats conseiller #5 | Vote | % |
| ----------------------- | ---- | - |
|                         |      |   |

| Candidats conseiller #6 | Vote | % |
| ----------------------- | ---- | - |
|                         |      |   |
|                         |      |   |

| Candidats conseiller #5 | Vote | % |
| ----------------------- | ---- | - |
|                         |      |   |
|                         |      |   |
|                         |      |   |
| Bulletins rejetés       |      |   |
| Taux de participation   |      |   |

## Saint-Sixte
| Taux de participation :                | Taux de participation : | Taux de participation : | Taux de participation : | Taux de participation : | % |
| Nombre de votes valides :              |                         |                         |                         |                         |   |
| Nombre de votes rejetées à la mairie : |                         |                         |                         |                         |   |
| Nombre d'électeurs inscrits :          |                         |                         |                         |                         |   |

| Candidats pour la mairie | Vote | % |
| ------------------------ | ---- | - |
|                          |      |   |
|                          |      |   |

| Candidats conseiller #1 | Vote | % |
| ----------------------- | ---- | - |
|                         |      |   |

| Candidats conseiller #2 | Vote | % |
| ----------------------- | ---- | - |
|                         |      |   |

| Candidats conseiller #3 | Vote | % |
| ----------------------- | ---- | - |
|                         |      |   |

| Candidats conseiller #4 | Vote | % |
| ----------------------- | ---- | - |
|                         |      |   |

| Candidats conseiller #5 | Vote | % |
| ----------------------- | ---- | - |
|                         |      |   |

| Candidats conseiller #6 | Vote | % |
| ----------------------- | ---- | - |
|                         |      |   |

| Candidats conseiller #2 | Vote | % |
| ----------------------- | ---- | - |
|                         |      |   |
|                         |      |   |
| Bulletins rejetés       |      |   |
| Taux de participation   |      |   |

| Candidats conseiller #5 | Vote | % |
| ----------------------- | ---- | - |
|                         |      |   |
|                         |      |   |
| Bulletins rejetés       |      |   |
| Taux de participation   |      |   |

| Candidats conseiller #5 | Vote | % |
| ----------------------- | ---- | - |
|                         |      |   |
|                         |      |   |
| Bulletins rejetés       |      |   |
| Taux de participation   |      |   |

## Saint-Émile-de-Suffolk
| Taux de participation :                | Taux de participation : | Taux de participation : | Taux de participation : | Taux de participation : | % |
| Nombre de votes valides :              |                         |                         |                         |                         |   |
| Nombre de votes rejetées à la mairie : |                         |                         |                         |                         |   |
| Nombre d'électeurs inscrits :          |                         |                         |                         |                         |   |

| Candidats pour la mairie | Vote | % |
| ------------------------ | ---- | - |
|                          |      |   |
|                          |      |   |

| Candidats conseiller #1 | Vote | % |
| ----------------------- | ---- | - |
|                         |      |   |

| Candidats conseiller #2 | Vote | % |
| ----------------------- | ---- | - |
|                         |      |   |

| Candidats conseiller #3 | Vote | % |
| ----------------------- | ---- | - |
|                         |      |   |

| Candidats conseiller #4 | Vote | % |
| ----------------------- | ---- | - |
|                         |      |   |

| Candidats conseiller #5 | Vote | % |
| ----------------------- | ---- | - |
|                         |      |   |

| Candidats conseiller #6 | Vote | % |
| ----------------------- | ---- | - |
|                         |      |   |

| Candidats conseiller #4 | Vote | % |
| ----------------------- | ---- | - |
|                         |      |   |
|                         |      |   |
|                         |      |   |
| Bulletins rejetés       |      |   |
| Taux de participation   |      |   |

## Thurso
| Candidats pour la mairie | Vote | % |
| ------------------------ | ---- | - |
|                          |      |   |

| Candidats conseiller #1 | Vote | % |
| ----------------------- | ---- | - |
|                         |      |   |

| Candidats conseiller #2 | Vote | % |
| ----------------------- | ---- | - |
|                         |      |   |

| Candidats conseiller #3 | Vote | % |
| ----------------------- | ---- | - |
|                         |      |   |

| Candidats conseiller #4 | Vote | % |
| ----------------------- | ---- | - |
|                         |      |   |
|                         |      |   |

| Candidats conseiller #5 | Vote | % |
| ----------------------- | ---- | - |
|                         |      |   |
|                         |      |   |

| Candidats conseiller #6 | Vote | % |
| ----------------------- | ---- | - |
|                         |      |   |

## Val-des-Bois
| Candidats pour la mairie | Vote | % |
| ------------------------ | ---- | - |
|                          |      |   |

| Candidats conseiller #1 | Vote | % |
| ----------------------- | ---- | - |
|                         |      |   |
|                         |      |   |

| Candidats conseiller #2 | Vote | % |
| ----------------------- | ---- | - |
|                         |      |   |
|                         |      |   |

| Candidats conseiller #3 | Vote | % |
| ----------------------- | ---- | - |
|                         |      |   |
|                         |      |   |

| Candidats conseiller #4 | Vote | % |
| ----------------------- | ---- | - |
|                         |      |   |

| Candidats conseiller #5 | Vote | % |
| ----------------------- | ---- | - |
|                         |      |   |

| Candidats conseiller #6 | Vote | % |
| ----------------------- | ---- | - |
|                         |      |   |

| Candidats conseiller #3 | Vote | % |
| ----------------------- | ---- | - |
|                         |      |   |
|                         |      |   |
|                         |      |   |
|                         |      |   |
| Bulletins rejetés       |      |   |
| Taux de participation   |      |   |